# ルノーサムスン・QM3

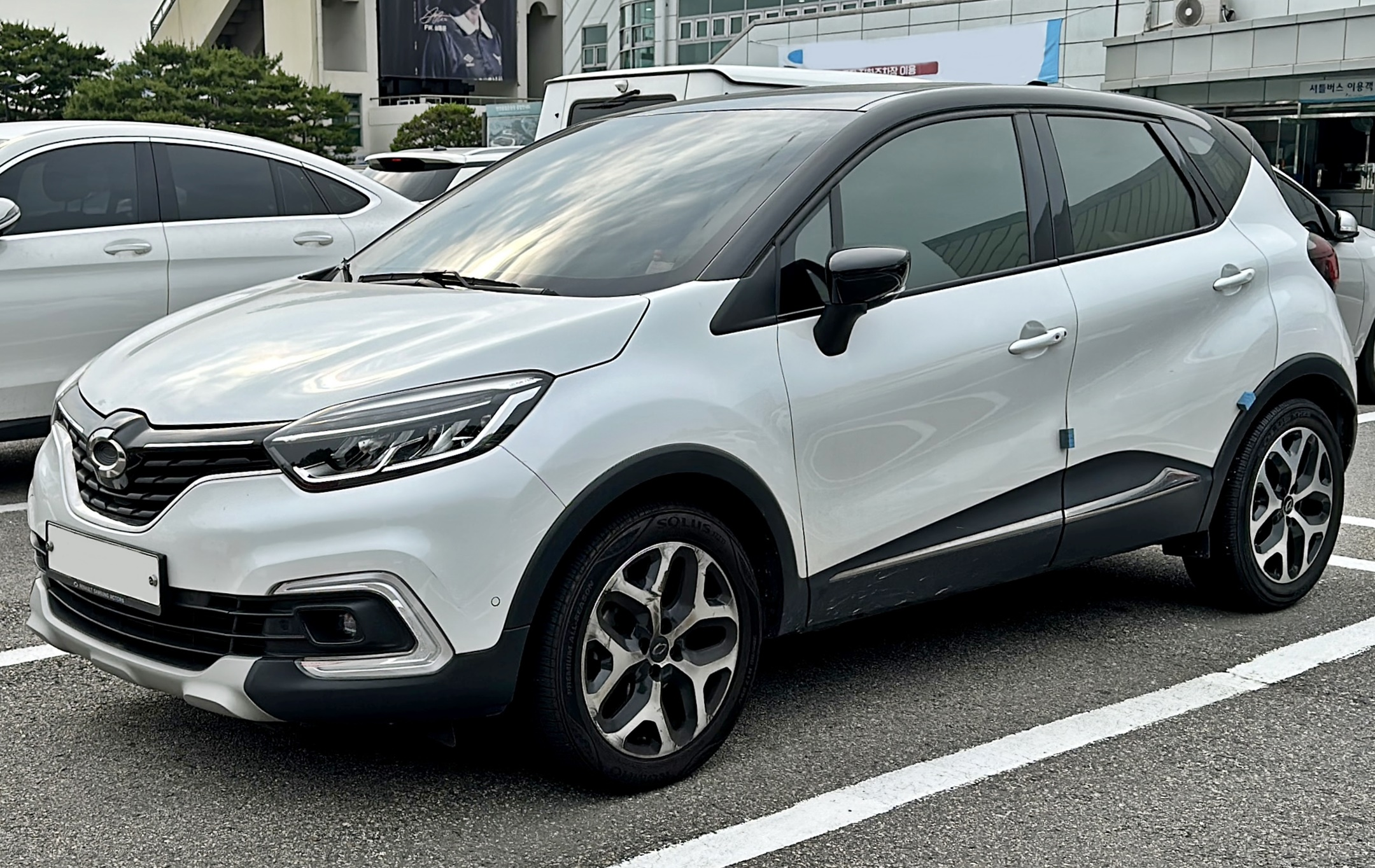
QM3

QM3（キューエムスリー）は、韓国のルノーサムスン自動車が販売していた小型クロスオーバーSUVである。

## 概要

### コンセプトモデル

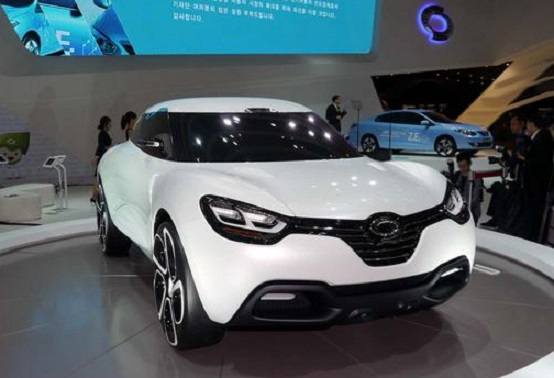
ルノーサムスン・キャプチャー
（釜山モーターショー2012出品車両）

2011年のジュネーヴモーターショーならびに東京モーターショーで披露されたコンセプトカー「ルノー・キャプチャー」をベースに、2012年の釜山モーターショーにおいて「ルノーサムスン・キャプチャー」（Renault Samsung Captur ）の名で発表された。
日産・ジュークをベースとした小型2ドアクロスオーバー (CUV) であることや、ルーフにカーボンファイバー製の着脱式を採用したこと、22インチアルミホイールやガルウイングドア、LEDヘッドライトを採用する点など、エンブレム以外はルノー版とほとんど同じである。
なお、キャプチャーは一時期、ルノー三星ギャラリーに展示されていたこともある。

### 市販モデル
2013年1月　キャプチャーの市販型の情報が公開され、追って3月のジュネーブモーターショーで発表された。
ルノーサムスンからも公式に情報が公開され、同年下半期に発売予定と発表した。
市販型は2013年3月のソウルモーターショーならびにメーカー公式サイト上で正式に発表。コンセプトモデル時代の名称をルノーサムスンの車名の法則（アルファベット2文字+車格）に則った名称である「QM3」に変更するとともに、エクステリアも5ドア化など市販向けに修正された。デザインは市販型のキャプチャー同様、ルノーデザイン部のローレンス・ヴァン・デン・アッカーが執りまとめた。
ベースはコンセプトモデル同様にジュークだが、キャプチャーとは違い、サイズやメカニズムの詳細はこの段階では公表されていない。

## 初代（2R型、2013年 - 2019年）
ルノーサムスン最小の車種であり、同時にQM5に次ぐ本格的なSUVとなる。
製造は釜山工場ではなく、キャプチャー同様スペインにあるルノー・バリャドリッド工場で行われるため、ルノーサムスンとしては初の輸入モデルとなる。
なお、2013年11月にはティザーサイトによる詳細が発表され、1.5Lディーゼル（dCi）+ゲトラグ製パワーシフトDCTを採用し、グレードは「SE」（モノトーンカラー）、「LE」「RE」（ともに2トーンカラー）の3種を用意した上で翌12月に発表予定とアナウンスされ、同時に行った1000台限定の事前予約はわずか7分で埋まった。その後、12月28日に正式発表された。
2016年からは、公式サイトやYouTube等で「CAPTURE（CAPTUR） LIFE」（前期型）「CAPTURE（CAPTUR）VIVID  LIFE」（後期型）のフレーズを前面に押し出すことで、キャプチャーとの関係性を強調している。
- 2013年12月28日 - 発表・発売。
- 2014年12月1日 - 2015モデルを発表。REに新色「マリンブルー」（ルーフ部はホワイト）を追加し、キャプチャーで採用済のインテリアカラーを加え、計3種類としたことで、組み合わせを大幅に拡大。SEには電動格納式ドアミラーを追加。グレード体系およびメカニズムに変更はない。
- 2015年3月1日 - 「RE」をベースに専用車体色の「ソニックレッド」を纏い、スキッドプレートや路面状況に応じてグリップ力を変えられる「グリップコントロール」を標準装備しながらも価格をそのままとした「RE SIGNATURE」を追加。
- 2015年11月18日 - 2016モデルに移行。全車にオートストップ＆スタートを標準装備としながらも、K9K型エンジンはユーロ6基準をクリアする排ガス性能を満たすように改良したため、燃費は18.5km/Lから17.7km/Lに低下した（その後のランニングチェンジで17.3km/Lに低下）。インテリアはセンターコンソールのデザインを改良して移動式カップホルダーを追加し、フロントシートに角度調整レバーを追加することで使い勝手を向上させた。また、外装色には新色「カーボングレー」も追加された。
- 2016年11月25日 - 2017モデルに移行。「RE SIGNATURE」に「エトワールホワイト」を追加し、「ソニックレッド」「ショコラブラウン」を加えた3種からの選択制とした。「エトワールホワイト」は専用装備として、ホワイト色がベースの2トーンカラーや電子ルームミラー、シルバー色のスキッドプレート等を備える。
- 2017年7月26日 - マイナーチェンジ（販売は8月1日より）。変更内容は先に改良を施されたキャプチャーにほぼ準拠。ロシア向けキャプチャーに似たフロントマスクに刷新され、フロントには新たにC型のランプシグネチャーを採り入れたバンパー、「LEDピュアビジョン」と呼ばれるLEDヘッドライト、シーケンシャル（連鎖点灯）タイプのターンランプを採用。リヤコンビレンズにもLEDが採用される。外装のカラーリング、内装の素材、アルミホイールのデザインも変更され、REには新たにクラス初のパノラミックガラスルーフを採用した「REパノラミック」を追加した。メカニズムとスリーサイズに変更はない。
- 2019年12月 - 販売終了。
- 2020年5月13日 - 2代目がルノー・キャプチャーとして韓国再上陸。

なお、キャプチャーとの差異として以下の点が挙げられる（前後期共通）。
- 0.9L/1.2Lガソリンエンジンが非設定
- フロントグリル内のCIマークとモール（CIマークが収まるように形状変更されている）の変更
- リヤゲートガーニッシュ（キャプチャーは「CAPTUR」のエンボス加工あり、QM3は無印）
- 車名エンブレムの追加
- カラーリング設定　　　　など

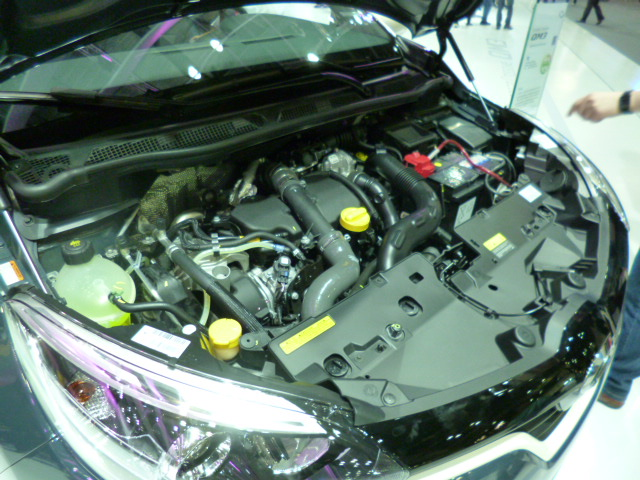
搭載されるK9K型dciエンジン
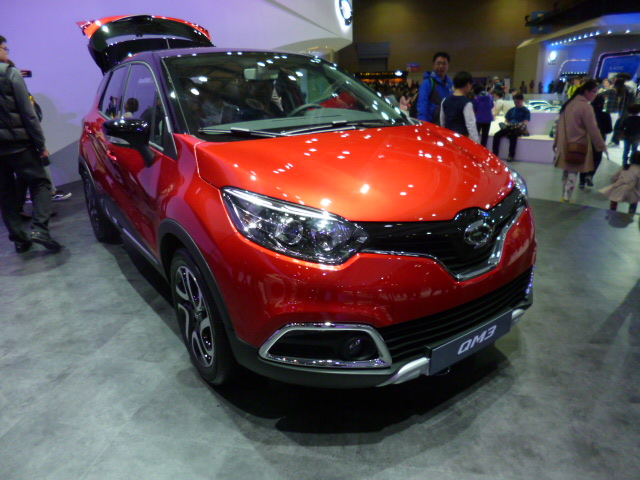
2015年　REシグネチャー
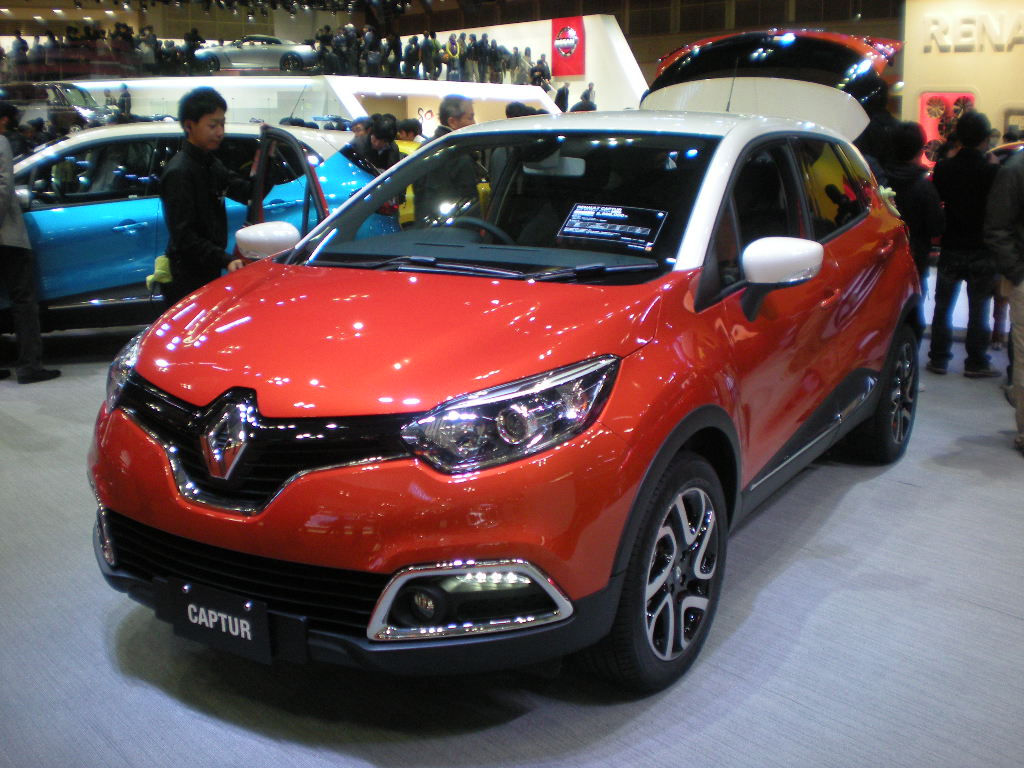
兄弟車のルノー・キャプチャー（2013年）
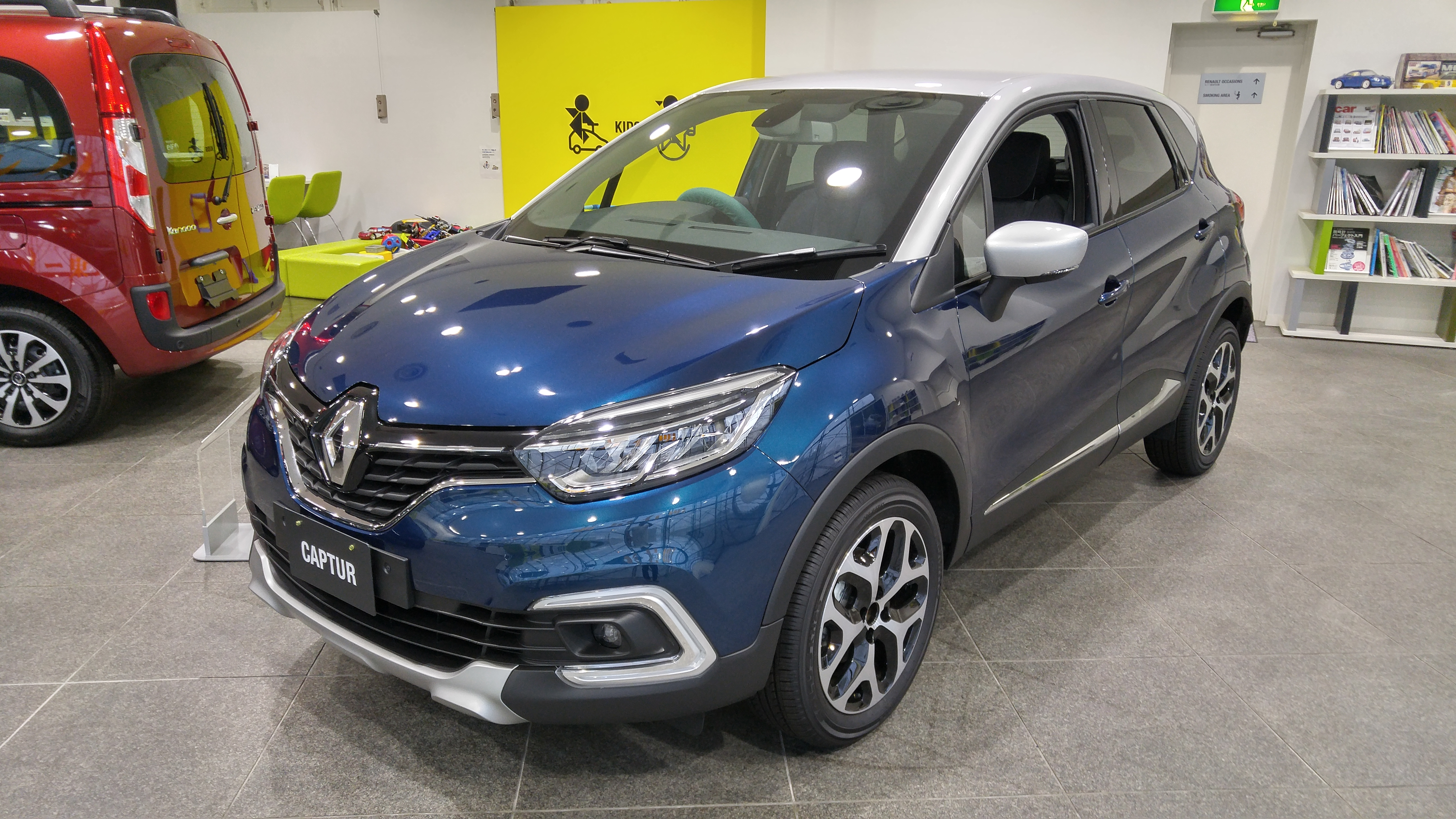
兄弟車のルノー・キャプチャー（2018年）

## グレード
2018年3月現在
- SE（Sensible Edition）
- LE（Luxury Edition）
- RE（Royal Edition）
- RE PANORAMIC
- RE SIGNATURE

## 車名の由来
車名の「QM3」はQM5同様、Qは追求という意味の「Quest」、Mはドライブを意味する「Motoring」のそれぞれの頭文字、3は車格を意味する。